# نكسس 6
نكسس 6 (بالإنجليزية: Nexus 6)‏ هو هاتف ذكي من موتورولا ضمن سلسلة جوجل نيكزس (موبايل) يعمل بنظام أندرويد تم الكشف عنه عام 2014.

## المواصفات
- الشاشة: أموليد بحجم 5.96 إنش بوضوح QHD وبكثافة 493 بكسل في الإنش محمية بطبقة غوريلا قلاس 3.
- المعالج: سناب دراغون 805 رباعي النواة من كوالكوم بتردد 2.7 جيجاهيرتز.
- معالج الرسوميات: أدرينو 420.
- الذاكرة العشوائية: 3 قيقابايت.
- ذاكرة التخزين: 32 قيقابايت أو 64 قيقابايت ( لايوجد منفذ للذاكرة الخارجية ).
- الكاميرا:
- الخلفية: بدقة 13 ميغابكسل فتحة العدسة f/2.0 مع المثبت البصري OIS مع فلاش LED مزدوج وإمكانية التصوير بجودة 4K.
- الأمامية: بدقة 2 ميغابكسل تصوّر بجودة اتش دي.
- البطارية: بسعة 3220 مللي أمبير تدعم تقنية الشحن السريع ( 15 دقيقة شحن تعطيك طاقة تكفي 6 ساعات تشغيل).
- الاتصال: يدعم الهاتف كافة تقنيات الاتصال المعروفة مثل واي فاي وبلوتوث 4.1 و GPS و NFC ويدعم الاتصال بشبكات الجيل الرابع LTE والجيل الرابع المطور LTE-A.
- النظام: أندرويد Lollipop 5.0.
- وزن الهاتف: 184 غرام.
- الابعاد: 82.98 ملم × 159.26 ملم.

## التوفر
سيكون الهاتف متوفر للطلب المسبق باللونين الأبيض والأسود يوم 29 أكتوبر الجاري على أن يبدأ البيع بداية شهر نوفمبر القادم عبر متجر قوقل بلاي بسعر يبدأ من 649 دولار لسعة 32 غيغابايت.